# 디피카 파두콘
디피카 파두콘(힌디어: दीपिका पादुकोण, 영어: Deepika Padukone, 1986년 1월 5일 ~ )은 인도의 배우이다. 아버지는 배드민턴 선수였던 프라카시 파두콘(Prakash Padukone)이다. 샤룩 칸과 함께 한 볼리우드 첫 데뷔작인 《옴 샨티 옴》이 성공하면서, 일약 스타덤에 오른다. 필름페어상 여우주연상 2회(2013년, 15년) 수상자이다.

## 작품 목록
- 옴 샨티 옴 (2007)
- 람릴라 (2013)
- 첸나이 익스프레스 (2013)
- 해피 뉴 이어 (2014)
- 바지라오 마스타니 (2015)
- 트리플 엑스 리턴즈 (2017)
- 파드마바트 (2018)